# Кошелево (Конаковский район)
Ко́шелево — деревня в Конаковском районе Тверской области. Относится к Городенскому сельскому поселению.
Находится в 25 километрах к юго-востоку от Твери, в 1 км от федеральной автодороги Москва — Санкт-Петербург. В 3 км к востоку — село Городня.

## История
Село Кошелево располагалось на левой стороне от недалеко проходящего знаменитого тракта Москва — Санкт-Петербург.
Известно, что село в 1568 году со всеми принадлежащими деревнями и пустошами было пожертвовано воином Василием Киндыревым в Троице-Сергиев монастырь. Во время литовского нашествия оно было разорено. Но монастырские власти вскоре поселили здесь своих старцев, которые смотрели за монастырским хозяйством, за крестьянами и деревенской церковью.
По описанию 1710 года село Кошелево состояло из монастырского скотного и конюшенного дворов. О церкви написано: «в том селе церковь Божия была деревянная во имя Преображения Господня и нынешним летом волею Божию от молненного запаления сгорела».
В 1719 году была построена новая деревянная церковь во имя Преображения Господня. Около этого времени село перешло во владение Александро-Невского монастыря. Кроме Кошелева, в вотчину входили деревни: Ведерня, Новое, Межево, Лукино. В 1779 году прихожане начали строить новую каменную церковь во имя Преображения Господня, а в дальнейшем пожелали устроить в трапезе и придел во имя Сергия Радонежского. Придел был освящен 21 сентября 1799 года, а 25 сентября 1802 года была освящена и сама церковь. Деревянную же церковь в 1799 году продали в село Отроковичи. В 1851 году была обнесена каменной оградой. В кошелевской церкви находились древние иконы из старой церкви и старинные церковные книги. В 1930-е годы церковь в селе Кошелево исчезла. Её описание сохранилось в «Тверских епархиальных ведомостях 1884 года».
«В 26 верстах от города Твери, по направлению к Москве, в версте от шоссейной дороги находится село Кошелево. Каменная пятиглавая церковь во имя Преображения Господня с приделом в трапезе в честь Преподобного Сергия Радонежского Чудотворца стоит на возвышенной местности и далеко видна, даже из-за Волги, от которой она отстоит на пять верст. Церковь внутри довольно обширна, без столбов, верх веден одним продолговатым сводом… Несмотря на то, что главный престол в храме во имя Преображения Господня, прихожане считают своим праздник Святой Троицы. На погосте довольно обширном, кроме многих надгробных камней, есть деревянная часовенка, указывающая на место прежней деревянной церкви».
С 1870 года появилось новое кладбище, устроенное в поле. В 1864 году в селе была открыта церковно-приходская школа.
По сведениям 1763 года, село Кошелево принадлежало Троице-Сергиевой Лавре и насчитывало 119 душ мужского пола и 110 душ женского пола. После 1764 года село стало принадлежать ведомству Коллегии экономии.
По описанию 1806 года село Кошелево состояло из 40 дворов и 307 жителей. В 1859 году село насчитывало 49 дворов и 349 жителей. В конце XIX века в Кошелеве было 15 колодцев и 6 прудов: два в селе и четыре — в полях. В это же время была продана и вырублена замечательная сосновая роща, находившаяся недалеко от села в северо-западной стороне и придававшая особую красоту местности.
В 1900 году в Кошелеве было 39 дворов и 311 жителей.
В начале XX века село Кошелево центр прихода Городенской волости Тверского уезда. В приходе, кроме села, деревни Новинки, Новая, Межево, Лукино, Воскресенская, Ведерня, Козлово, Андреевское, Андрейково с населением 2245 жителей (на 1901 год).
В 1931 году здесь был создан колхоз «Вперёд».

## Население
| 1859 | 1886 | 2002 | 2010 |
| ---- | ---- | ---- | ---- |
| 349  | ↘321 | ↗389 | ↘377 |